# Římskokatolická farnost Kobylí na Moravě
Římskokatolická farnost Kobylí na Moravě je územním společenstvím římských katolíků v rámci hustopečského děkanství brněnské diecéze s farním kostelem svatého Jiří.

## Historie farnosti
První zprávy o osadě Kobylí pocházejí z poloviny 13. století. V darovací listině pro žďárský klášter potvrdil v roce 1252 tehdejší moravský markrabě Přemysl Otakar II., že klášter vykonává v Kobylí duchovní správu a má nad ním patronát. Během sedmnáctého století byla obec včetně kostela několikrát zpustošena, roku 1657 byl kostel zříceninou a obec trpěla častými tureckými nájezdy. Kostel byl postupně obnoven, na konci 18. století byla postavena budova současné fary.

## Duchovní správci
Farářem byl od prosince 2011 R. D. Mgr. Andrzej Wasowicz.  Toho s platností od srpna 2018 vystřídal R. D. Mgr. Tomáš Caha.

## Aktivity farnosti
Dnem vzájemných modliteb farností za bohoslovce a bohoslovců za farnosti brněnské diecéze je 19. leden. Adorační den připadá na 13. srpna.
Během roku farnost pořádá nejrůznější akce pro všechny věkové kategorie jako hody sv. Jiří, Noc kostelů, pěší pouť do Žarošic, dětské mše svaté, koncerty a muzikálová představení místní scholy Farníček, lekce aranžování, florbalové turnaje apod.
Každoročně se zde koná tříkrálová sbírka. V roce 2015 se při ní vybralo 69 601 korun., o rok později 71 379 korun.  V roce 2018 dosáhl výtěžek sbírky 77 799 korun. Při sbírce v roce 2019 se vybralo 88 671 korun.
Při bohoslužbách vystupuje farní sbor a schola.
Při vinařském zarážení hory na konci prázdnin farnost spolupracuje s obcí, podílí se na organizaci a občerstvení.

## Bohoslužby
| Kostel        | Místo  | Bohoslužba (den)           | Hodina                     | Poznámka     |
| ------------- | ------ | -------------------------- | -------------------------- | ------------ |
| svatého Jiří. | Kobylí | neděle středa pátek sobota | 11.00 18.00 (v zimě 17.00) | Farní kostel |